# Concierto para piano n.º 1 (Wiklund)
El Concierto para piano en mí menor, op. 10, de Adolf Wiklund, fue estrenado el 1907.

## Origen y contexto
Adolf Wiklund es poco conocido fuera de su Suecia natal. Para sus compatriotas era conocido sobre todo como director de orquesta en la Ópera Real de Estocolmo y de la orquesta de la Konsertföreningen, hoy la Orquesta Filarmónica de Estocolmo. Su intensa actividad supuso que tuviera poco tiempo para componer durante la última parte de su vida. Entre sus profesores se cuentan Richard Andersson, que fue alumno de Clara Schumann, y Johan Lindegren, que enseñó a varias generaciones de compositores suecos. Su mentor más influyente fue Wilhelm Stenhammar, relación que llegó a ser muy estrecha y con el que discutieron sus nuevos trabajos conjuntamente.

## Representaciones
Los dos conciertos para piano son generalmente considerados como las obras más importantes de Wiklund y fueron tocados con frecuencia hasta la década de 1960, cuando fueron considerados fuera de moda. El 1941 el gran pianista Wilhelm Backhaus tocó el segundo concierto. Los dos conciertos también se han grabado en varias ocasiones.

## Análisis musical
En este primer concierto es el pianista lo que abre el primer movimiento. Wiklund está firmemente arraigado en la tradición romántica y resuena un débil eco de Brahms en este movimiento. Esto no quiere decir que sólo sea una copia, su tiene un tono personal distintivo y en el bello movimiento lento no sólo hay gusto nórdico sino también fragancias de una paleta impresionista. Wiklund había oído  Pelléas et Mélisande de Debussy y quedó muy impresionado por esta obra. El movimiento final es una danza pegajosa, que es seguido por una sección más meditativa antes de que estemos de vuelta en el estado de ánimo del baile, lo que lleva a una conclusión triunfante grandiosa.